# João Luiz Areias Netto
João Luiz Areias Netto (* 31. Januar 1924 in Rio de Janeiro) ist ein ehemaliger brasilianischer Diplomat.

## Leben
1946 wurde er Bachelor of Laws der Universidade Federal do Rio de Janeiro. Er absolvierte den Curso de Preparação à Carreira de Diplomata sowie den Curso de Curso de Aperfeiçoamento de Diplomatas des Rio Branco-Institut ebenso den Curso de Direito Diplomático e Direito Consular des Instituto de Direito Comparado, Escola de Altos Estudos, Päpstliche Katholische Universität von Rio de Janeiro, den Curso Superior de Guerra und den Curso de Atualizaçãoder Escola Superior de Guerra. Er verfügt über ein Diploma do Instituto Superior de Estudos Brasileiros.
Am 9. Januar 1948 wurde er zum Konsul dritter Klasse ernannt. Von 1950 bis 1952 war er Gesandtschaftssekretär dritter Klasse in Buenos Aires. Von 1952 bis 1953 war er Vizekonsul in Zürich. Am 16. Dezember 1953 wurde er zum Konsul zweiter Klasse befördert. Von 1953 bis 1956 war er attachierter Konsul in Zürich. João Luiz Areias Netto war 1959 Gesandtschaftssekretär zweiter Klasse und zeitweise Geschäftsträger in Canberra. Von 1962 bis 1964 war er attachierter Konsul und zeitweise Geschäftsträger Kopenhagen. Von 1965 bis 1966 war er Gesandtschaftssekretär erster Klasse und zeitweise Geschäftsträger in Moskau. Von 1966 bis 1967 war er  Gesandtschaftssekretär erster Klasse und zeitweise Geschäftsträger in Dakar. 1967 wurde er zum Gesandtschaftsrat dritter Klasse befördert. 1968 leitete er die Abteilung Sicherheit, Information sowie die Abteilung Afrika im Itamaraty und wurde zum Gesandtschaftsrat zweiter Klasse befördert.
Von 1969 bis 1973 war er Generalkonsul in Lissabon. 1972 war er vorläufiger Generalkonsul in Paris. Von 1973 bis 1976 war er Generalkonsul in Asunción. 1974 sandte ihn Ernesto Geisel auf Sondermission zum Heiligen Stuhl. Von 24. März 1976  bis 22. Juli 1987 war er Botschafter in Libreville. Ab 1984 war er darüber hinaus bei der Regierung in Malabo Äquatorialguinea akkreditiert.